# Burshtyn
Burshtyn (em ucraniano:  Буршти́н, em polonês/polaco:  Bursztyn, em hebraico:  בורשטין) é uma cidade da Ucrânia, situada no Oblast de Ivano-Frankivsk. Tem 32,71 km² de área e sua população em 2020 foi estimada em 14.976 habitantes.